# La Complainte de la butte
La Complainte de la butte (en català: La complanta del turó) és una cançó francesa amb lletra de Jean Renoir i música de Georges Van Parys, per al film de Renoir French Cancan de 1955. En el film, el personatge d'Henri Danglard (Jean Gabin), director d'una sala d'espectacles presenta una nova artista, Esther Georges, interpretada per Anna Amendola, qui canta per primera vegada La Complainte de la butte, però amb la veu de Cora Vaucaire.
Després de Cora Vaucaire, La complainte de la butte ha estat cantada per André Claveau, Patachou (1955), Mouloudji (1955), Francis Lemarque (1988), el duet Patrick Bruel/Francis Cabrel (2002), Germaine Montero i Hélène Ségara.
També se la pot escoltar al film Moulin Rouge (2001), interpretada per Rufus Wainwright.
El text poètic de Jean Renoir i la música de Georges Van Parys han fet d'aquesta complanta un clàssic de la cançó francesa.